# Lithocarpus stenopus
Lithocarpus stenopus är en bokväxtart som först beskrevs av Paul Robert Hickel och Aimée Antoinette Camus, och fick sitt nu gällande namn av Aimée Antoinette Camus. Lithocarpus stenopus ingår i släktet Lithocarpus och familjen bokväxter. Inga underarter finns listade.